# Литовска социалдемократическа партия
Литовската социалдемократическа партия (на литовски: Lietuvos socialdemokratų partija) е лявоцентристка социалдемократическа политическа партия в Литва.
Основана през 1896 година, партията е сред водещите политически сили след създаването на независима Литва през 1918 година. Забранена през 1936 година, тя е възстановена през 1989 година и през следващите години е една от малките парламентарно представени партии. През 2001 година се обединява с Литовската демократична партия на труда (бившите комунисти), което я прави най-голямата лява партия в страната. От 2001 до 2008 година представители на партията оглавяват правителството.
На парламентарните избори през 2012 година Литовската социалдемократическа партия получава 18% от гласовете и най-голям брой места в Сейма – 38 от 140. През 2024 година получава 20% от гласовете и 52 места в парламента, където е най-голямата партия.